# Plăieșii de Jos (gmina)
Plăieșii de Jos – gmina w Rumunii, w okręgu Harghita. Obejmuje miejscowości Cașinu Nou, Iacobeni, Imper, Plăieșii de Jos i Plăieșii de Sus. W 2011 roku liczyła 3033 mieszkańców.